# Eishockey-Bayernliga 1996/97
Die Eishockey-Bayernliga 1996/97 wurde unter dem Dach des „Bayerischen Eissportverbandes“ (BEV) organisiert, sie ist die höchste Spielklasse des Landesverbandes Bayern. Die Bayernliga und wurde hinter der  2. Liga Süd als vierthöchste Spielklasse im deutschen Ligensystem eingestuft.

## Saisonverlauf
Die Eishockey-Bayernliga 1996/97 war die neunundzwanzigste Ausspielung dieser Liga. Meister und Aufsteiger wurde der ESV Bayreuth, Vizemeister und Aufsteiger der EC Pfaffenhofen. Absteiger war der EV Bad Wörishofen. Das Team des EC Oberstdorf wurde am Ende der Saison vom Spielbetrieb zurückgezogen.

### Modus
Die 16 Teilnehmer spielten eine Einfachrunde in zwei Staffeln (West und Ost) zu je acht Mannschaften. Die jeweils vier besten Mannschaften jeder Staffel qualifizieren sich für die gemeinsame Meisterrunde.  Die restlichen Teams spielten in einer Abstiegsrunde.  Meister und Vizemeister nahmen an der Aufstiegsrunde zur 2. Liga Süd teil. Die Plätze eins und zwei der Aufstiegsrunde waren für die 2. Liga Süd 1997/98 qualifiziert. Die zwei Letzten der Abstiegsrunde stiegen direkt in die Landesliga Bayern ab.

## Teilnehmer
Nicht mehr dabei waren die Auf- und Absteiger der Vorsaison. Neu dabei waren der Absteiger (A) aus der 2. Liga Süd und die Aufsteiger (N) aus den Landesligen.
| Gruppe West - EV Bad Wörishofen - EA Schongau (Absteiger) - ESV Bayreuth (Aufsteiger) - ECDC Memmingen (Aufsteiger) | Gruppe West - EA Kempten - ESV Burgau - EC Oberstdorf - ERC Lechbruck | Gruppe Ost - EV Moosburg - ESC Vilshofen - TSV Trostberg - EC Pfaffenhofen | Gruppe Ost - EV Fürstenfeldbruck - DEC Frillensee Inzell - Wanderers Germering - EV Dingolfing (Aufsteiger) |

### Vorrunde
| Gruppe West |                         |        |        |
| Platz       | Verein                  | Spiele | Punkte |
| 1.          | ESV Bayreuth (N)        | 14     | 22     |
| 2.          | EHC Memmingen (N)       | 14     | 20     |
| 3.          | EA Schongau (A)         | 14     | 16     |
| 4.          | EC Oberstdorf (Rückzug) | 14     | 16     |
| 5.          | EV Burgau               | 14     | 14     |
| 6.          | ERC Lechbruck           | 14     | 11     |
| 7.          | EA Kempten              | 14     | 8      |
| 8.          | EV Bad Wörishofen (N)   | 14     | 5      |

| Gruppe Ost |                       |        |        |
| Pos.       | Verein                | Spiele | Punkte |
| 1.         | EC Pfaffenhofen       | 14     | 22     |
| 2.         | EV Dingolfing (N)     | 14     | 21     |
| 3.         | EV Fürstenfeldbruck   | 14     | 17     |
| 4.         | ESC Vilshofen         | 14     | 17     |
| 5.         | Wanderers Germering   | 14     | 14     |
| 6.         | DEC Frillensee Inzell | 14     | 9      |
| 7.         | TSV Trostberg         | 14     | 7      |
| 8.         | EV Moosburg           | 14     | 5      |

 Für die Meisterrunde qualifiziert  Teilnehmer der Abstiegsrunde  Absteiger in die Landesliga 
- Staffelsieger West und damit westbayerischer Meister wurde der ESV Bayreuth
- Staffelsieger Ost und damit ostbayerischer Meister wurde der EC Pfaffenhofen

### Abstiegsrunde
- Nach Abschluss der Abstiegsrunde stand der EV Bad Wörishofen als Absteiger in die Landesliga fest.
- Der EC Oberstdorf zog am Ende der Saison sein Team zurück und war damit der zweite Absteiger.

### Meisterrunde
|    | Mannschaft              | Sp | S  | U | N  | Tore   | Diff. | Pkte |
| -- | ----------------------- | -- | -- | - | -- | ------ | ----- | ---- |
| 1. | ESV Bayreuth (N)        | 14 | 12 | 2 | 0  | 116:33 | +83   | 26   |
| 2. | EC Pfaffenhofen         | 14 | 8  | 1 | 5  | 74:66  | +8    | 17   |
| 3. | EHC Memmingen (N)       | 14 | 8  | 1 | 5  | 65:57  | +8    | 17   |
| 4. | EC Oberstdorf (Rückzug) | 6  | 3  | 5 | 14 | 56:61  | −5    | 15   |
| 5. | EA Schongau (A)         | 14 | 6  | 1 | 7  | 54:82  | −28   | 13   |
| 6. | EV Fürstenfeldbruck     | 14 | 4  | 1 | 9  | 54:83  | −29   | 9    |
| 7. | ESC Vilshofen           | 14 | 3  | 2 | 9  | 60:85  | −25   | 8    |
| 8. | EV Dingolfing (N)       | 14 | 3  | 1 | 10 | 62:74  | −12   | 7    |

 Meister und Aufstiegsrundenteilnehmer  Vizemeister und Aufstiegsrundenteilnehmer  Rückzug
- Bayerischer Meister 1996/97 wurde der ESV Bayreuth

## Aufstiegsrunde
An der vom DEB ausgerichteten Aufstiegsrunde zur 2. Liga Süd 1997/98 nahmen Meister und Vizemeister der Bayernliga,
der Sachsenmeister und der Meister aus der Region Südwest teil.
|    | Mannschaft                 | Sp | S | U | N | Tore  | Diff. | Punkte |
| -- | -------------------------- | -- | - | - | - | ----- | ----- | ------ |
| 1. | ESV Bayreuth (Bayern 1)    | 6  | 6 | 0 | 0 | 66:22 | +44   | 12     |
| 2. | EC Pfaffenhofen (Bayern 2) | 6  | 3 | 0 | 3 | 30:99 | −9    | 6      |
| 3. | SG Chemnitz (Sachsen)      | 6  | 2 | 0 | 4 | 34:37 | −3    | 4      |
| 4. | EC Eppelheim (Südwest)     | 6  | 1 | 0 | 5 | 23:55 | −32   | 2      |

 Aufsteiger zur 2. Liga Süd 1997/98